# Hängfärjan i Bordeaux

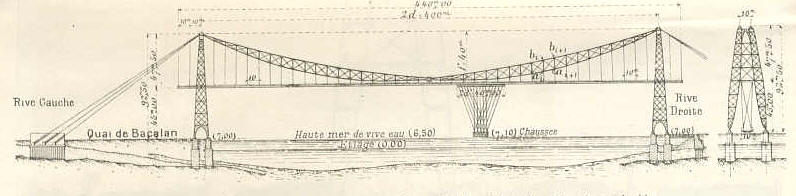
Ritning över hängfärjan

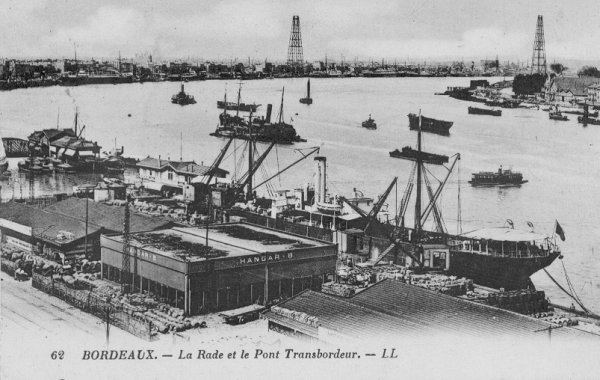
Garonne med hängfärjans pyloner i fonden

Hängfärjan i Bordeaux (franska: Pont transbordeur de Bordeaux eller Transbordeur Médoc) var ett ej fullföljt projekt att uppföra en hängfärja över floden Garonne i Bordeaux i Frankrike.
Hängfärjans spann var 426 meter. 
Hängfärjan konstruerades av Ferdinand Arnodin. Den skulle gå mellan Cours Médoc på flodens vänstra strand och Quai de Queyries i stadsdelen la Bastide på den högra stranden. Bygget påbörjades i september 1910. Den var konstruerad för en gondol på 13 meter x 10 meter, som skulle ta last på upp till 50 ton under en överresa i en hastighet på tolv kilometer i timmen på två minuter. Gondolen skulle gå sex gånger tur och retur per timme. 
Bygget avbröts i samband med första världskrigets utbrott 1914, då endast de två 95 meter höga pylonerna färdigställts. Anläggningen kvarstod orörd under mellankrigstiden, eftersom det inte lyckades att mobilisera erforderlig finansiering för att fullfölja projektet. Hängfärjans pyloner revs av den tyska ockupationsmakten i augusti 1942 i syfte att återvinna stålet i dem och för att undvika att de fungerade som inflygningsmärke för allierade bombflygplan som kunde ha    den närbelägna ubåtsbasen i Bordeaux som mål. 

## Bildgalleri

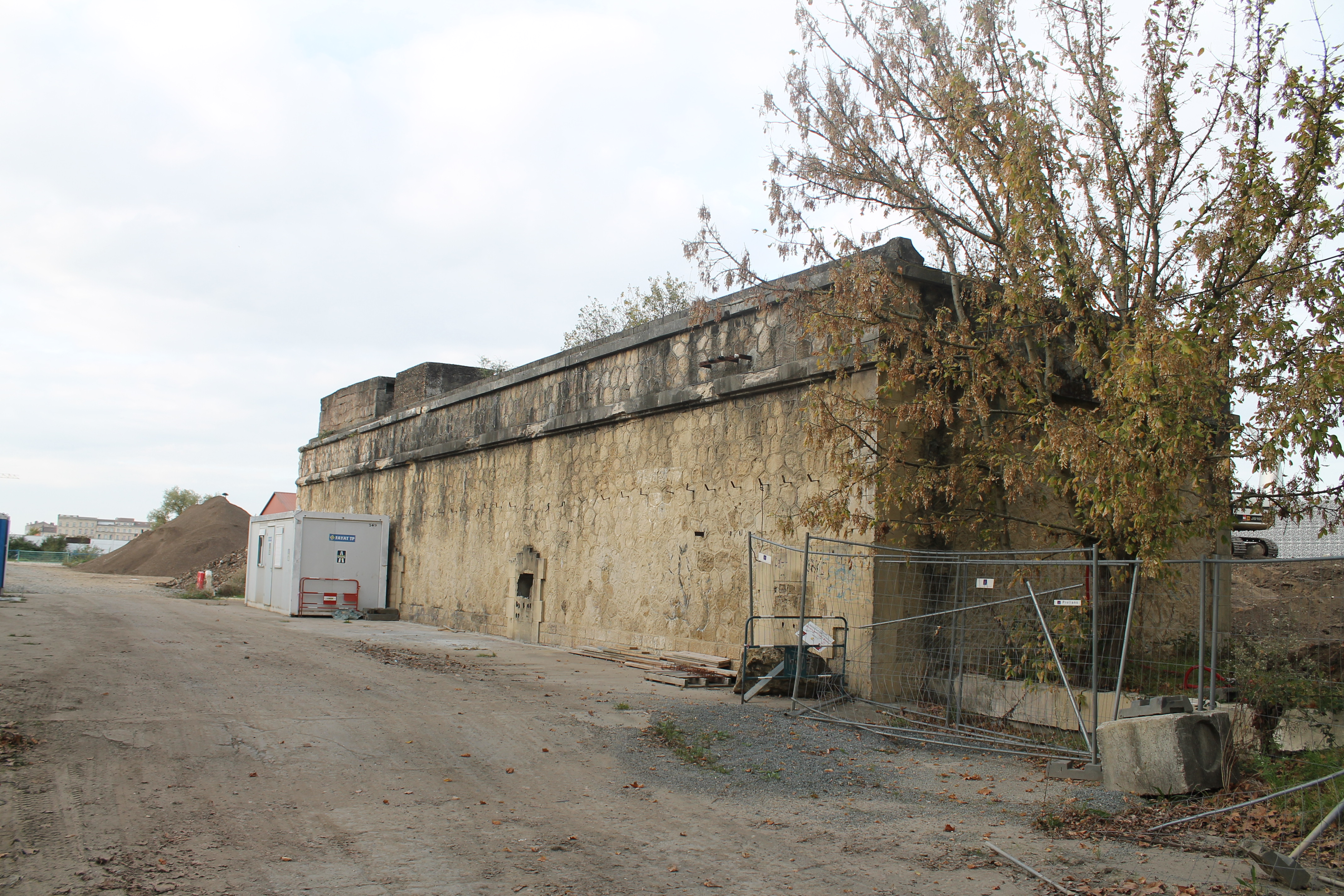
Fästanordningar för hängfärjepylonernas kablar på Quai de Queyries på Garonnes högra strand
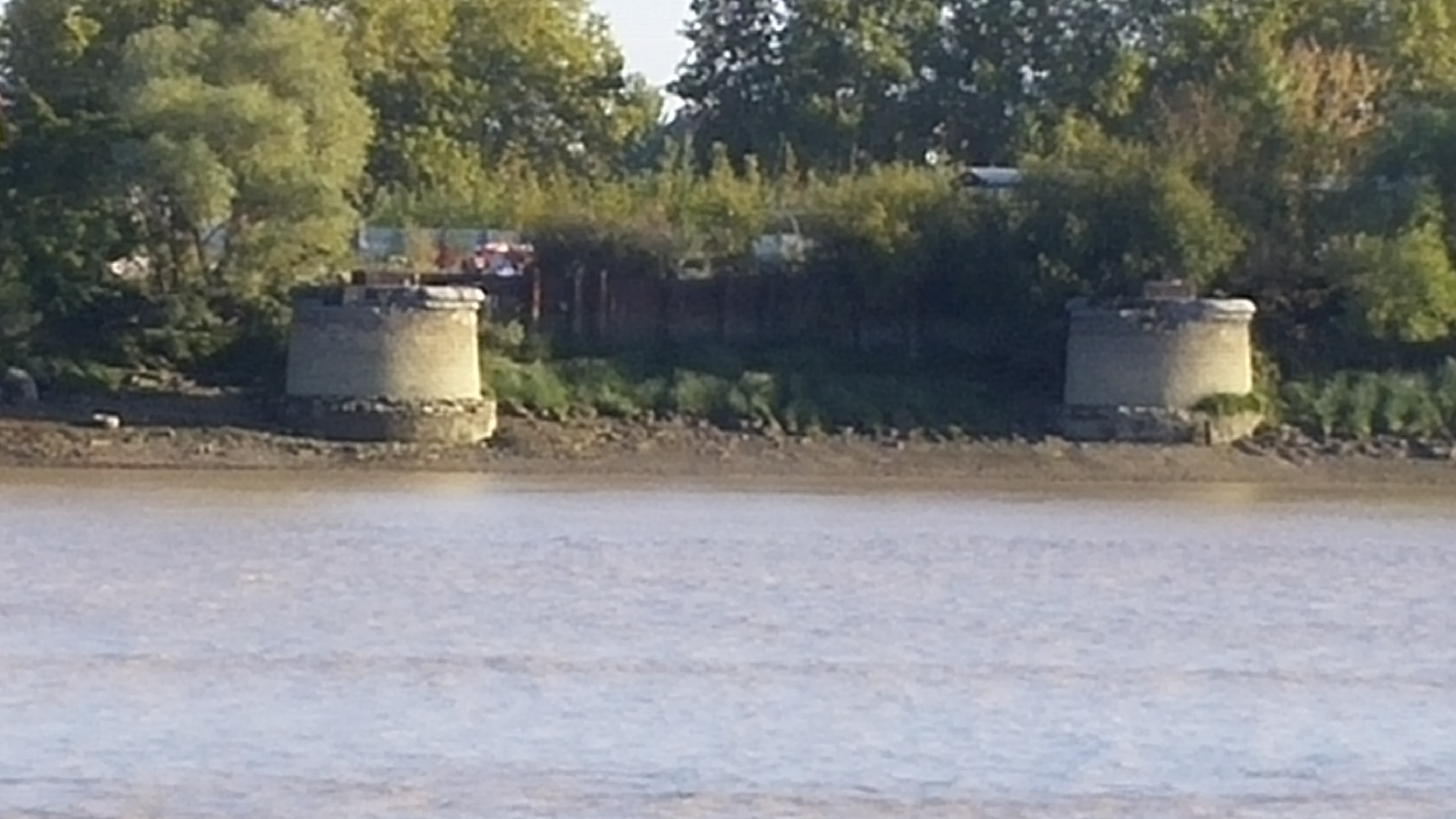
Lämningar på högra stranden av Garonne mitt emot Cours du Médoc